# Palusophis bifossatus
Palusophis bifossatus – gatunek węża z rodziny połozowatych (Colubridae); jedyny przedstawiciel rodzaju Palusophis. Występuje w następujących południowoamerykańskich krajach: Brazylia, Boliwia, Kolumbia, Wenezuela, Gujana Francuska, Paragwaj, północno-wschodnie Peru i północno-wschodnia Argentyna. Istniały też doniesienia o występowaniu tego gatunku w Urugwaju, jednak według stanu na 2005 rok brak było potwierdzonych stwierdzeń.